# Andrew Marshall (conseiller politique)
Pour les articles homonymes, voir Andrew Marshall.
Andrew Walter Marshall (né le 13 septembre 1921 à Détroit dans le Michigan et mort le 26 mars 2019 à Alexandria en Virginie) est le directeur de l'Office of Net Assessment au sein du département de la Défense des États-Unis, nommé à ce poste en 1973 par le président Richard Nixon, il a été reconfirmé à ce poste par tous les présidents suivants, jusqu'à sa retraite en janvier 2015.

## Biographie
Andrew Marshall a grandi à Détroit et obtient un diplôme d'études supérieures en sciences économiques de l'université de Chicago avant de rejoindre la Rand Corporation, le premier « think tank » en 1949. Au cours des années 1950 et 1960, il est membre d'un groupe de penseurs stratégiques installé à la Rand Corporation, un groupe qui comprenait Daniel Ellsberg, Herman Kahn et James Schlesinger ; Schlesinger est devenu plus tard le secrétaire américain de la Défense, et a supervisé la création de l'Office of Net Assessment. La tâche principale d'origine de l'office était de fournir des évaluations stratégiques sur des questions de guerre nucléaire. James Roche, secrétaire de l'Armée de l'Air dans l'administration de George W. Bush, a travaillé pour Marshall dans les années 1970.
Andrew Marshall est consulté pour le projet de 1992 de Defense Planning Guidance (DPG), créé par des membres du département de la Défense d'alors, Lewis Libby, Paul Wolfowitz et Zalmay Khalilzad.